# Crisia sigmoidea
Crisia sigmoidea is een mosdiertjessoort uit de familie van de Crisiidae. De wetenschappelijke naam van de soort is voor het eerst geldig gepubliceerd in 1916 door Waters.